# Лабінськ
Лабінськ (рос. Лабинск) — місто в Росії, адміністративний центр Лабінського району Краснодарського краю. Місто розташоване на правому березі річки Лаба (притока Кубані) у передгір'ї Головного Кавказького хребта, за 180 км від Краснодара. Залізнична станція Лабінська, на залізниці до Курганінська.

## Історія
- 1841 — при Махошевській фортеці переселеними на Кубань донськими козаками заснована станиця Лабінська в складі Лінійного війська. Пізніше сюди переселялися і селяни, які приписувалися до козацького стану
- 1947 — станиці присвоєний статус міста і назву Лабінськ

## Економіка
- Харчова промисловість: консервний, цукровий, олійноекстракційний заводи, сироварний і м'ясний комбінати
- Легка промисловість: швейна, взуттєва фабрики
- Хімічна промисловість: лакофарбний завод

У районі вирощують зернові, картоплю. Баштанництво. Молочне скотарство, свинарство.

## Відомі люди
- Ткачов Володимир Васильович (1946) — український генерал-полковник. Командувач військ ППО України.